# Kanton Lussan
Kanton Lussan (francouzsky Canton de Lussan) je francouzský kanton v departementu Gard v regionu Languedoc-Roussillon. Tvoří ho 12 obcí.

## Obce kantonu
- Belvézet
- Fons-sur-Lussan
- Fontarèches
- La Bastide-d'Engras
- La Bruguière
- Lussan
- Pougnadoresse
- Saint-André-d'Olérargues
- Saint-Laurent-la-Vernède
- Saint-Marcel-de-Careiret
- Vallérargues
- Verfeuil